# Павлу, Димитра
Димитра Павлу (греч. Δήμητρα Παυλου; род. 21 апреля 2004, Афины) — греческая профессиональная теннисистка.

## Биография
Родилась в 2004 году в Афинах. Играла в теннис с 6 лет, её дед Димитрис Канеллопулос был тренером.
Павлу в основном участвовала в турнирах женского мирового теннисного тура ITF, где выиграла шесть титулов в парном разряде.
На Открытом чемпионате Австралии 2022 года она проиграла в юниорском одиночном разряде уже в первом круге сербке Тияне Сретенович со счетом 0:6, 6:7. В юниорском парном разряде она вышла в 1/8 финала со своей партнёршей Микаэлой Лаки.
В 2021 году Павлу впервые сыграла за сборную Греции на Кубке Билли Джин Кинг, но проиграла оба матча.